# Glaphyra lishanensis
Glaphyra lishanensis là một loài bọ cánh cứng trong họ Cerambycidae.